# نیکول اپلتون
نیکول اپلتون (انگلیسی: Nicole Appleton؛ زادهٔ ۷ دسامبر ۱۹۷۴) یک موسیقی‌دان اهل کانادا است. وی از سال ۱۹۹۶ میلادی تاکنون مشغول فعالیت بوده‌است.او همسر سابق لیام گلگر است و با هم پسری به نام جین گلگر دارند.